# Byssa
Byssa (altgriechisch Βύσσα Býssa, deutsch ‚ein Seevogel‘) ist in der griechischen Mythologie die Tochter des Eumelos und Schwester des Agron und der Meropis.
Da sie und ihre Geschwister die Göttinnen Athene und Artemis beleidigt hatten, wurde sie zur Strafe in den Vogel der Leukothea verwandelt, der ebenfalls Byssa hieß. So steht es in den Metamorphosen des Antoninus Liberalis. Die Identität des Vogels bleibt aber unklar, da der Vogel der Leukothea sicher ein Seevogel ist, vielleicht ein Sturmtaucher oder eine Möwe.
Es wurde argumentiert, dass die Verwandlung in einen Seevogel zu Athene (deren Vogel die Eule ist) nicht passen würde. Zudem sei Byssa als Bezeichnung eines Seevogels nicht überliefert. Aufgrund von Namensähnlichkeiten wäre hier möglicherweise der Uhu (βύας býas) gemeint.